# Magyar labdarúgókupa
A magyar labdarúgókupa (korábbi nevei: Magyar Népköztársaság-kupa, Arany Ászok-magyarkupa) a magyar bajnokság után a második legrangosabb hazai versenysorozat. Győztese indulhat az Európa Ligában. A kupát 1909-ben írták ki először, összesen 84 alkalommal rendezték meg, a lebonyolítási formát pedig többször módosították. A legsikeresebb kupacsapat a trófeát 24-szer elhódító Ferencváros. A jelenlegi címvédő a Paks.

## Története
A mai labdarúgás őshazájában 1872-ben nem a bajnokságot (1888-ban indult útjára) írták ki előbb, hanem az Angol Kupát (FA) [Football Association Cup-ot, magyarul a labdarúgó-szövetség Kupája]. Más országokban, így 1874-ben Skóciában is megelőzte a kupa a bajnokságot, amit csak 1891-ben írtak ki.
Magyarországon az első klasszikus országos jellegű kupaküzdelem az Ezüstlabda vándordíj volt, amelyet a Magyar AC írt ki 1903-ban. A díjat 1909-ben az FTC nyerte meg, miután a hét alkalomból ötször bizonyult a legjobbnak. Az Ezüstlabda végleges elnyerése, a nemzeti bajnokságot követő nyolcadik év után 1909-ben indult útjára a Magyar Kupa.
Steiner Hugó és Minder Frigyes 1908-ban vetette fel egy angol mintára lebonyolítandó kupa megrendezésének lehetőségét. Az MLSZ felkarolta a kezdeményezést, és közadakozásból megalapította a kupa, mint örökös vándordíj feltételeit. Első ízben 1909. augusztus 13-án, kieséses rendszerben 28 – 18 fővárosi és 6 vidéki – egyesület csapatainak részvételével írták ki. A győzteseknek átadandó ezüst trófea csak 1923-ban készült el. 1909. november 21-én a Litográfia–Vívó AC (2:1) közötti összecsapással vette kezdetét a Magyar Kupa története. Az első kupagyőztes a megismételt mérkőzés alapján, az MTK–Ferencváros (2:1) összecsapást követően az MTK lett. A küzdelemsorozat az első világháború miatt 1911-1921-ig szünetelt, majd a párizsi olimpia miatt az 1923-1924-es sorozat háttérbe szorult. 1921-óta az MLSZ az örökös vándordíj kupa kisebbített mását kiadta a győztesnek. Az MLSZ határozata értelmében 1925/1926-ban bevezette a professzionizmust, így a kupa küzdelmeiben csak az amatőr egyesületek csapatai játszhattak. A következő kiírásnál már a profi csapatok is bekapcsolódhattak a küzdelmekbe. A harmincas évek második felében az MLSZ nem írta ki a kupamérkőzéseket. A profi csapatok inkább a külföldi portyákat szorgalmazta.
Az új kiírásnál rögzítették, hogy:
- a kupagyőztes tekinthető nemzetközi viszonylatban a 2. magyar csapatnak. A meghatározás célja, hogy a klubcsapatok részére kiírt különböző nemzetközi tornákra a bajnokcsapat mellett az egyik jogosult a kupagyőztes lett,
- a Corinthián Díjjal összekapcsolt Magyar Kupa szabályzata értelmében, a legtovább jutott amatőr csapat egy osztállyal feljebb kerül a bajnokságban, illetve ha az év végén kiesésre állna, nem esik ki,
- ha két csapat egyenlő eredménnyel verseng az első helyért, vagy küzd a kiesés ellen, akkor nem a jobb gólarány dönti el a kedvezőbb helyezést, hanem az a körülmény, hogy melyik csapat maradt tovább állva a Magyar Kupában.

A második világháború újabb szünetet rendelt el, de különféle Hadi-kupákkal színesítették a labdajátékot. A szovjet megszállás után 1951-ig kellett várni az új név alatti – Magyar Népköztársaság-kupa – új kupakiírásra. A kiírást hátráltatta egyik-másik csapatunk nyakló nélküli portyamérkőzései. 1953-ban a kupasorozat a negyeddöntők után félbeszakadt. A forradalom újra gátolta a kupasorozat kiírását, az 1955-56-os kiírás döntőjére csak 1958-ban került sor.
A magyar kupa győztese az UEFA Konferencia Ligában vehet részt.
Legtöbb országban a bajnokság mellett párhuzamosan folynak országos kupamérkőzések is. Ezeknek az erkölcsi és sportértéke egyenrangú a bajnokság értékével. 1960-ban kontinensünk kupagyőzteseinek kiírták – a Bajnokcsapatok Európa Kupája (BEK) mintájára – a Kupagyőztesek Európa Kupáját (KEK). Az első KEK-ben az MNK legutolsó védője, a Ferencváros indult. A következő évben, 1961-ben úgy határoztak – mivel Magyarországon nem volt kupaküzdelem –, hogy a magyar bajnokság második helyezettje, az Újpesti Dózsa képviseli a magyar színeket. A KEK kiírása arra késztette az MLSZ-t, hogy újra kiírja a z MNK-t. 1964 óta minden éven zajlanak a küzdelmek. Egyedül 1971-ben nem hirdettek kupagyőztest, amikor a naptári éves rendszerről őszi-tavaszi idényre való átállás (visszaállás) miatt fél évig szüneteltek a kupaküzdelmek. 1977-ben az eredeti trófeát a Ferencváros klubházából ellopták, a ma használt kupa az előző másolata. 2009-ben az ellopott serleg megkerült, Kisteleki István MLSZ-elnök egy aukciós oldalon saját pénzéből visszavásárolta. Később azonban kiderült, hogy mégsem az eredeti trófea volt az: a serlegen ugyanis csak az MTK neve olvasható, anyaga pedig nem ezüst, hanem ezüstözött bronz. Amikor 1923-ban elkészült a kupa, a két addigi győztes, az FTC és az MTK kapott egy-egy másolatot. Az FTC példánya megvan, az MTK-é azonban a '90-es években eltűnt, Kisteleki tehát ezt a trófeát szerezte vissza.

### A kupa elnevezései
- magyar kupa[3] (1909–1951)
- Magyar Népköztársaság-kupa[4] (1951–1990)
- magyar kupa[3] (1990–1996)
- Samsung-magyarkupa[5] (1996–1999)
- Arany Ászok-magyarkupa[6] (1999–2000)
- Arany Ászok-kupa (2000–2001)
- Magyar Kupa[7] (2001–2020)
- MOL Magyar Kupa (2020–)

## Döntők
Az alábbi táblázatban olvashatók a magyar labdarúgókupa döntőinek eredményei. A csapatokat az adott időszakban használt nevükkel jelöltük.
| A magyar labdarúgókupa döntői | A magyar labdarúgókupa döntői | A magyar labdarúgókupa döntői | A magyar labdarúgókupa döntői | A magyar labdarúgókupa döntői | A magyar labdarúgókupa döntői |
| Év                            | Győztes                       | Vesztes                       | Eredmény                      | Helyszín(ek)                  | Nézőszám                      |
| ----------------------------- | ----------------------------- | ----------------------------- | ----------------------------- | ----------------------------- | ----------------------------- |
| 1910                          | MTK                           | BTC                           | 1–1                           | Millenáris                    | 3 000                         |
| 1910                          | MTK                           | BTC                           | 3–1                           | Millenáris                    | 3 000                         |
| 1911                          | MTK                           | MAC                           | 1–0                           | Üllői út                      | 15 000                        |
| 1912                          | MTK                           | FTC                           | [ 9 ]                         |                               |                               |
| 1913                          | FTC                           | BAK                           | 2–1                           | Üllői út                      | 6 000                         |
| 1914                          | MTK                           | MAC                           | 4–0                           | Üllői út                      | 8 000                         |
| 1922                          | Ferencváros                   | Újpest                        | 2–2                           | Hungária körút                | 8 000                         |
| 1923                          | MTK                           | Újpest                        | 4–1                           | Üllői út                      | 5 000                         |
| 1925                          | MTK                           | Újpest                        | 4–0                           | Hungária körút                | 12 000                        |
| 1926                          | Kispesti AC                   | BEAC                          | 1–1                           | Hungária körút                | 300                           |
| 1926                          | Kispesti AC                   | BEAC                          | 3–2                           | Postás-pálya                  | 150                           |
| 1927                          | Ferencváros                   | Újpest                        | 3–0                           | Hungária körút                | 9 000                         |
| 1928                          | Ferencváros                   | Miskolci Attila               | 5–1                           | Üllői út                      | 8 000                         |
| 1930                          | Bocskai FC                    | Szegedi Bástya                | 5–1                           | Hungária körút                | 1 200                         |
| 1931                          | III. Kerületi TVE             | Ferencváros                   | 4–1                           | Üllői út                      | 3 000                         |
| 1932                          | Hungária                      | Ferencváros                   | 1–1                           | Üllői út                      | 10 000                        |
| 1932                          | Hungária                      | Ferencváros                   | 4–3                           | Hungária körút                | 8 000                         |
| 1933                          | Ferencváros                   | Újpest                        | 11–1                          | Hungária körút                | 10 000                        |
| 1934                          | Soroksár                      | BKSZRT SC                     | 2–2                           | Üllői út                      | 1 000                         |
| 1934                          | Soroksár                      | BKSZRT SC                     | 1–1                           | Üllői út                      | 15 000                        |
| 1934                          | Soroksár                      | BKSZRT SC                     | 2–0                           | Millenáris                    | 1 600                         |
| 1935                          | Ferencváros                   | Hungária                      | 2–1                           | Hungária körút                | 8 000                         |
| 1941                          | Szolnoki MÁV                  | Salgótarjáni BTC              | 3–0                           | Üllői út                      | 7 000                         |
| 1942                          | Ferencváros                   | Diósgyőri VTK                 | 6–2                           | Hungária körút                | 18 000                        |
| 1943                          | Ferencváros                   | Salgótarjáni BTC              | 3–0                           | Hungária körút                | 20 000                        |
| 1944                          | Ferencváros                   | Kolozsvári AC                 | 2–2                           | Hungária körút                | 28 000                        |
| 1944                          | Ferencváros                   | Kolozsvári AC                 | 3–1                           | Hungária körút                | 10 000                        |
| 1952                          | Budapesti Bástya              | Dorogi Bányász                | 3–2                           | Építők Stadion                | 14 000                        |
| 1955                          | Vasas                         | Budapest Honvéd               | 3–2                           | Népstadion                    | 40 000                        |
| 1958                          | Ferencváros                   | Salgótarjáni BTC              | 2–1                           | Népstadion                    | 10 000                        |
| 1964                          | Budapest Honvéd               | Győri Vasas ETO               | 1–0                           | Népstadion                    | 8 000                         |
| 1965                          | Győri Vasas ETO               | Diósgyőri VTK                 | 4–0                           | Népstadion                    | 3 000                         |
| 1966                          | Győri Vasas ETO               | Ferencváros                   | 1–1                           | Népstadion                    | 10 000                        |
| 1966                          | Győri Vasas ETO               | Ferencváros                   | 3–2                           | Népstadion                    | 17 000                        |
| 1967                          | Győri Vasas ETO               | Salgótarjáni BTC              | 1–0                           | Népstadion                    | 3 000                         |
| 1968                          | MTK                           | Budapest Honvéd               | 2–1                           | Népstadion                    | 8 000                         |
| 1969                          | Újpesti Dózsa                 | Budapest Honvéd               | 3–1                           | Népstadion                    | 15 000                        |
| 1970                          | Újpesti Dózsa                 | Komló Bányász                 | 3–2                           | Népstadion                    | 5 000                         |
| 1972                          | Ferencváros                   | Tatabányai Bányász            | 2–1                           | Megyeri út                    | 4 000                         |
| 1973                          | Vasas                         | Budapest Honvéd               | 4–3 (h.u.)                    | Népstadion                    | 10 000                        |
| 1974                          | Ferencváros                   | Komlói Bányász                | 3–1                           | Népstadion                    | 10 000                        |
| 1975                          | Újpesti Dózsa                 | Haladás VSE                   | 3–2                           | Népstadion                    | 3 000                         |
| 1976                          | Ferencváros                   | MTK-VM                        | 1–0                           | Népstadion                    | 15 000                        |
| 1977                          | Diósgyőri VTK                 | Ferencváros                   | körmérkőzések                 |                               |                               |
| 1978                          | Ferencváros                   | Pécsi MSC                     | 4–2 (h.u.)                    | Népstadion                    | 20 000                        |
| 1979                          | Rába Vasas ETO                | Ferencváros                   | 1–0                           | Népstadion                    | 10 000                        |
| 1980                          | Diósgyőri VTK                 | Vasas                         | 3–1                           | Veszprémi Stadion             | 15 000                        |
| 1981                          | Vasas                         | Diósgyőri VTK                 | 1–0                           | Szegedi Stadion               | 10 000                        |
| 1982                          | Újpesti Dózsa                 | Videoton                      | 2–0                           | Szekszárdi Stadion            | 18 000                        |
| 1983                          | Újpesti Dózsa                 | Bp. Honvéd                    | 3–2                           | Népstadion                    | 5 000                         |
| 1984                          | Siófoki Bányász               | Rába ETO                      | 2–1                           | Sóstói Stadion                | 17 000                        |
| 1985                          | Budapest Honvéd               | Tatabányai Bányász            | 5–0                           | Népstadion                    | 3 000                         |
| 1986                          | Vasas                         | Ferencváros                   | 0–0 (11-esekkel: 5–4)         | Népstadion                    | 20 000                        |
| 1987                          | Újpesti Dózsa                 | Pécsi MSC                     | 3–2                           | Népstadion                    | 3 000                         |
| 1988                          | Békéscsaba                    | Budapest Honvéd               | 3–2                           | Tiszaligeti stadion           | 7 000                         |
| 1989                          | Budapest Honvéd               | Ferencváros                   | 1–0                           | Népstadion                    | 20 000                        |
| 1990                          | Pécsi MSC                     | Budapest Honvéd               | 2–0                           | Bányász Stadion               | 3 000                         |
| 1991                          | Ferencváros                   | Váci Izzó                     | 1–0                           | DVTK-stadion                  | 8 000                         |
| 1992                          | Újpesti TE                    | Vác FC Samsung                | 1–0                           | Kórház utcai stadion          | 10 000                        |
| 1993                          | Ferencváros                   | Haladás                       | 1–1                           | Rohonci úti stadion           | 18 000                        |
| 1993                          | Ferencváros                   | Haladás                       | 1–1 (11-esekkel: 5–3)         | Üllői út                      | 18 000                        |
| 1994                          | Ferencváros                   | Kispest-Honvéd                | 3–0                           | Üllői út                      | 15 000                        |
| 1994                          | Ferencváros                   | Kispest-Honvéd                | 2–1                           | Bozsik József Stadion         | 12 000                        |
| 1995                          | Ferencváros                   | Vác FC Samsung                | 2–0                           | Üllői út                      | 8 000                         |
| 1995                          | Ferencváros                   | Vác FC Samsung                | 4–3                           | Váci Stadion                  | 10 000                        |
| 1996                          | Kispest-Honvéd                | BVSC                          | 0–1                           | Szőnyi úti Stadion            | 3 000                         |
| 1996                          | Kispest-Honvéd                | BVSC                          | 2–0                           | Bozsik József Stadion         | 6 000                         |
| 1997                          | MTK                           | BVSC                          | 6–0                           | Hungária körút                | 2 000                         |
| 1997                          | MTK                           | BVSC                          | 2–0                           | Szőnyi úti Stadion            | 1 000                         |
| 1998                          | MTK-Hungária                  | Újpest                        | 1–0                           | Fáy utcai stadion             | 13 000                        |
| 1999                          | Debreceni VSC                 | Lombard FC Tatabánya          | 2–1                           | Ligeti Stadion                | 12 000                        |
| 2000                          | MTK-Hungária                  | Vasas DH Budapest             | 3–1                           | Népstadion                    | 4 000                         |
| 2001                          | Debreceni VSC                 | Videoton FCF                  | 5–2                           | Üllői út                      | 11 000                        |
| 2002                          | Újpest                        | Haladás                       | 2–1                           | Rába ETO Stadion              | 8 000                         |
| 2003                          | Ferencváros                   | Debreceni VSC                 | 2–1                           | Puskás Ferenc Stadion         | 10 000                        |
| 2004                          | Ferencváros                   | Budapest Honvéd               | 3–1                           | Puskás Ferenc Stadion         | 4 000                         |
| 2005                          | Matáv Sopron                  | Ferencváros                   | 5–1                           | Sóstói Stadion                | 4 000                         |
| 2006                          | Fehérvár                      | Vasas                         | 2–2 (11-esekkel: 6–5)         | Üllői út                      | 5 000                         |
| 2007                          | Budapest Honvéd               | Debreceni VSC                 | 2–2 (11-esekkel: 3–1)         | Szusza Ferenc Stadion         | 6 880                         |
| 2008                          | Debreceni VSC                 | Budapest Honvéd               | 7–0                           | Bozsik József Stadion         | 2 000                         |
| 2008                          | Debreceni VSC                 | Budapest Honvéd               | 2–1                           | Oláh Gábor utcai stadion      | 7 500                         |
| 2009                          | Budapest Honvéd               | Győri ETO                     | 1–0                           | ETO Park                      | 14 000                        |
| 2009                          | Budapest Honvéd               | Győri ETO                     | 0–0                           | Bozsik József Stadion         | 8 000                         |
| 2010                          | Debreceni VSC                 | Zalaegerszegi TE FC           | 3–2                           | Puskás Ferenc Stadion         | 6 000                         |
| 2011                          | Kecskeméti TE                 | Videoton                      | 3–2                           | Puskás Ferenc Stadion         | 5 000                         |
| 2012                          | Debreceni VSC                 | MTK Budapest                  | 3–3 (11-esekkel: 8–7)         | Puskás Ferenc Stadion         | 5 000                         |
| 2013                          | Debreceni VSC                 | Győri ETO                     | 2–1                           | Bozsik József Stadion         | 5 570                         |
| 2014                          | Újpest                        | Diósgyőri VTK                 | 1–1 (11-esekkel: 5–3)         | Puskás Ferenc Stadion         | 22 000                        |
| 2015                          | Ferencváros                   | Videoton                      | 4–0                           | Groupama Aréna                | 15 127                        |
| 2016                          | Ferencváros                   | Újpest                        | 1–0                           | Groupama Aréna                | 19 000                        |
| 2017                          | Ferencváros                   | Vasas                         | 1–1 (11-esekkel: 5–4)         | Groupama Aréna                | 14 970                        |
| 2018                          | Újpest                        | Puskás Akadémia               | 2–2 (11-esekkel: 5–4)         | Groupama Aréna                | 11 270                        |
| 2019                          | MOL Vidi                      | Budapest Honvéd               | 2–1                           | Groupama Aréna                | 12 277                        |
| 2020                          | Budapest Honvéd               | Mezőkövesd Zsóry              | 2–1                           | Puskás Aréna                  | 10 000                        |
| 2021                          | Újpest FC                     | MOL Fehérvár FC               | 1-0                           | Puskás Aréna                  | 4 500                         |
| 2022                          | Ferencvárosi TC               | Paksi FC                      | 3-0                           | Puskás Aréna                  | 38 980                        |
| 2023                          | Zalaegerszegi TE FC           | Budafoki MTE                  | 2–0 (h.u.)                    | Puskás Aréna                  | 24 152                        |
| 2024                          | Paksi FC                      | Ferencvárosi TC               | 2-0 (h.u.)                    | Puskás Aréna                  | 51 900                        |
| 2025                          | Paksi FC                      | Ferencvárosi TC               | 1–1 (11-esekkel: 4–3)         | Puskás Aréna                  | 54 762                        |

## Összesített eredmények
†    megszűnt csapat

  §    más ország bajnokságában játszó csapat
| Csapat jelenlegi (vagy utolsó ismert) magyar neve | Győzelmek korábbi néven                                  | Győzelmek száma | Győzelmek megszerzésének éve | Második helyek száma | Második helyek megszerzésének éve                                |
| ------------------------------------------------- | -------------------------------------------------------- | --------------- | --- | -------------------- | ---------------------------------------------------------------- |
| Ferencvárosi TC                                   | Ferencvárosi FC néven is                                 | 24              | 1913, 1922, 1927, 1928, 1933, 1935, 1942, 1943, 1944, 1958, 1972, 1974, 1976, 1978, 1991, 1993, 1994, 1995, 2003, 2004, 2015, 2016, 2017, 2022 | 11                   | 1912, 1931, 1932, 1966, 1977, 1979, 1986, 1989, 2005, 2024, 2025 |
| MTK Budapest FC                                   | MTK, MTK-VM, Hungária és Bástya néven is                 | 12              | 1910, 1911, 1912, 1914, 1923, 1925, 1932, 1952, 1968, 1997, 1998, 2000                                                                         | 3                    | 1935, 1976, 2012                                                 |
| Újpest FC                                         | Újpesti Dózsa és Újpesti TE néven is                     | 11              | 1969, 1970, 1975, 1982, 1983, 1987, 1992, 2002, 2014, 2018, 2021                                                                               | 7                    | 1922, 1923, 1925, 1927, 1933, 1998, 2016                         |
| Budapest Honvéd FC                                | Kispesti AC, Budapesti Honvéd és Kispest-Honvéd néven is | 8               | 1926, 1964, 1985, 1989, 1996, 2007, 2009, 2020                                                                                                 | 11                   | 1955, 1968, 1969, 1973, 1983, 1988, 1990, 1994, 2004, 2008, 2019 |
| Debreceni VSC                                     |                                                          | 6               | 1999, 2001, 2008, 2010, 2012, 2013 | 2                    | 2003, 2007                                                       |
| Vasas SC                                          | Budapesti Vasas SC néven is                              | 4               | 1955, 1973, 1981, 1986 | 4                    | 1980, 2000, 2006, 2017                                           |
| Győri ETO FC                                      | Rába Vasas ETO néven                                     | 4               | 1965, 1966, 1967, 1979 | 4                    | 1964, 1984, 2009, 2013                                           |
| Fehérvár FC                                       | FC Fehérvár és MOL Vidi FC néven                         | 2               | 2006, 2019 | 5                    | 1982, 2001, 2011, 2015, 2021                                     |
| Diósgyőri VTK                                     | DVTK-Miskolc néven                                       | 2               | 1977, 1980 | 4                    | 1942, 1965, 1981, 2014                                           |
| Paksi FC                                          |                                                          | 2               | 2024, 2025 | 1                    | 2022                                                             |
| Pécsi MFC                                         | Pécsi Munkás SC néven                                    | 1               | 1990 | 2                    | 1978, 1987                                                       |
| Zalaegerszegi TE FC                               |                                                          | 1               | 2023 | 1                    | 2010                                                             |
| Bocskai FC †                                      |                                                          | 1               | 1930 | –                    | –                                                                |
| III. Kerületi TVE †                               | III. Kerületi FC néven                                   | 1               | 1931 | –                    | –                                                                |
| Soroksári AC †                                    | Soroksári FC néven                                       | 1               | 1934 | –                    | –                                                                |
| Szolnoki MÁV FC                                   | Szolnoki MÁV SE néven                                    | 1               | 1941 | –                    | –                                                                |
| BFC Siófok                                        | Siófoki Bányász SE néven                                 | 1               | 1984 | –                    | –                                                                |
| Békéscsaba 1912 Előre                             | Békéscsabai ESSC néven                                   | 1               | 1988 | –                    | –                                                                |
| FC Sopron †                                       | Matáv FC Sopron néven                                    | 1               | 2005 | –                    | –                                                                |
| Kecskeméti TE                                     |                                                          | 1               | 2011 | –                    | –                                                                |
| Salgótarjáni BTC                                  |                                                          | –               | – | 4                    | 1941, 1943, 1958, 1967                                           |
| FC Tatabánya                                      |                                                          | –               | – | 3                    | 1972, 1985, 1999                                                 |
| Szombathelyi Haladás                              |                                                          | –               | – | 3                    | 1975, 1993, 2002                                                 |
| Vác FC                                            |                                                          | –               | – | 3                    | 1991, 1992, 1995                                                 |
| MAC                                               |                                                          | –               | – | 2                    | 1911, 1914                                                       |
| Komlói Bányász SK                                 |                                                          | –               | – | 2                    | 1970, 1974                                                       |
| BVSC-Zugló                                        |                                                          | –               | – | 2                    | 1996, 1997                                                       |
| BTC †                                             |                                                          | –               | – | 1                    | 1910                                                             |
| BAK †                                             |                                                          | –               | – | 1                    | 1913                                                             |
| BEAC                                              |                                                          | –               | – | 1                    | 1926                                                             |
| Attila FC †                                       |                                                          | –               | – | 1                    | 1928                                                             |
| Szegedi AK †                                      |                                                          | –               | – | 1                    | 1930                                                             |
| BKV Előre SC                                      |                                                          | –               | – | 1                    | 1934                                                             |
| Kolozsvári Vasutas SC §                           |                                                          | –               | – | 1                    | 1944                                                             |
| Dorogi FC                                         |                                                          | –               | – | 1                    | 1952                                                             |
| Puskás Akadémia FC                                |                                                          | –               | – | 1                    | 2018                                                             |
| Mezőkövesd Zsóry FC                               |                                                          | –               | _ | 1                    | 2020                                                             |
| Budafoki MTE                                      |                                                          | –               | – | 1                    | 2023                                                             |